# Armando Levoratti
Mons. Armando Jorge Levoratti (La Plata, 13 de enero de 1933-13 de octubre de 2016) fue un sacerdote católico, exégeta y traductor bíblico argentino.
Estudió en el Seminario Teológico de La Plata, Universidad Gregoriana, Colegio Bíblico Pontificio, Instituto Oriental de la Universidad de Chicago y Universidad Nacional de La Plata. Fue ordenado sacerdote en Roma, el 3 de marzo de 1957, por Carlo Confalonieri.

## Carrera sacerdotal
Al ser ordenado sus principales tareas fueron de índole académica. En abril de 1983 estuvo a cargo de la parroquia de Nuestra Señora del Santísimo Rosario en El Dique, Ensenada. Desde abril de 1985 se convirtió en párroco de la iglesia del seminario, de Nuestra Señora de la Piedad. El 11 de julio de 1986, el Papa Juan Pablo II le otorgó el título honorífico de Monseñor.

## Carrera académica
Se inspiró en estudiar griego bíblico en 1951 en las clases de Mons. Juan Straubinger, Levoratti llamó a Straubinger "Una de las glorias del seminario"  A pesar de servir de motivación, sus diferencias hermenauticas fueron marcadas.
Desde 1960 fue profesor de Biblia en el Seminario Mayor de La Plata. En 5 de marzo de 1987 fue nombrado vicerrector de dicho seminario por el arzobispo de La Plata Antonio Quarracino. De 1984 a 1998 fue presidente de la Revista Bíblica Argentina (fundada por Straubinger). Fue miembro del Grupo Coordinador del Comentario Bíblico Internacional y Coordinador del Comentario Bíblico Latinoamericano. Figuró como miembro de la Pontificia Comisión Bíblica, Consejero Honorario de las Sociedades Bíblicas Unidas y miembro de la Comisión de Fe y Cultura de la Conferencia Episcopal Argentina.
Dio conferencias en España, Italia, Estados Unidos y casi todos los países de América Latina y participó en muchos seminarios de ciencias bíblicas organizados por las Sociedades Bíblicas Unidas, especialmente en Cuba.

### Libro del Pueblo de Dios
La traducción de la Biblia fue la obra de vida de Armando J. Levoratti, quien junto a Alfredo B. Trusso tradujeron y escribieron las introducciones y notas del Libro del Pueblo de Dios. Esta fue publicada en 1981 y es la traducción oficial utilizada en el sitio web del vaticano así como en la Tercera edición para los leccionarios de Bolivia, Paraguay, Uruguay, Chile y Argentina (Aprobada por el entonces Cardenal Jorge Mario Bergoglio).
La traducción se presenta en un español para América Latina. Utiliza el principio de "Equivalencia dinámica" en contrate con la "Equivalencia formal" sin embargo intentando mantener la literalidad.

En una entrevista de 2014 Mons. Armando Levoratti explicó como surgió la necesidad de una traducción litúrgica para Sudamérica:
"Hasta ese entonces se leía el Evangelio en latín y después el sacerdote se daba vuelta y lo leía en castellano. Cuando estuvieron traducidos los textos del misal, vimos la necesidad de traducir todo el Nuevo Testamento porque, evidentemente, el Nuevo Testamento se iba a utilizar pronto en los nuevos textos litúrgicos. Así trabajamos hasta 1968 en la traducción del Nuevo Testamento. En esa época había más participación de los laicos, porque si bien la tarea era grande y pesada, sin embargo no se necesitaba muchísimo tiempo ni muchísima dedicación, de manera que yo preparaba los textos durante la semana y, después, durante el domingo, nos reuníamos con el P. Alfredo Trusso y un grupo de personas para revisar el texto y darle la forma más o menos definitiva." -Mons. Armando Levoratti.

### Traducción Lenguaje Actual
La participación de Levoratti en la Biblia, Traducción Lenguaje Actual (2003) no fue muy intensa, pero preparó cuatro esbozos de traducción (Levítico, Isaías, Sabiduría y Eclesiástico), que luego fueron utilizados para la redacción final.

## Fallecimiento
Murió en sus últimas horas el jueves 13 de octubre a la edad de 83 años, habiendo sido sacerdote durante casi 60 años. Sus restos fueron enterrados en la parroquia de Nuestra Señora de la Piedad, la cual sirvió por tantos años.
Luego de su fallecimiento Levoratti fue descrito como un "Discipulo de Mons. Straubinger" otro precursor de la traducción bíblica en Argentina.

## Obras destacadas
- La Biblia. El Libro de Pueblo de Dios (1981,1990)
- La Biblia para el ciudadano (Guadalupe 1983)
- Lectura política de la Biblia (Paulinas 1990)
- Hermenéutica y Teología (Lumen 1996)
- El trabajo a la luz de la Biblia (Lumen 1998)
- El Tiempo de Dios (Bonum 2000)
- Evangelio según san Mateo (Guadalupe, 2002).